# Революционный трибунал (Франция)
Революционный трибунал (фр. Tribunal révolutionnaire) — чрезвычайный орган, созданный в Париже Национальным конвентом во время Французской революции для суда над политическими преступниками и ставший впоследствии одним из наиболее мощных «двигателей» так называемой «Эпохи террора».
Новости о поражении французов в Бельгии вызвали в Париже народное движение, и 10 марта 1793 года по предложению Левассёра или Шометта, Конвент провозгласил создание чрезвычайного уголовного суда, который позднее, согласно декрету от 30 октября 1793 года, получил официальное название Революционного трибунала.
Данная инстанция состояла из председателя, трёх его заместителей («товарищей»), общественного обвинителя и двенадцати присяжных, все они назначались Конвентом; от судов общей юрисдикции этот орган отличался более упрощёнными формами судопроизводства: предварительное расследование не проводилось, обвиняемые допрашивались непосредственно в ходе его заседания, защита, подача апелляций или кассационных жалоб не допускались. Первым Президентом Революционного трибунала стал Монтане (до 30 июля 1793 года), вице-президентом — Коффиналь-Дюбай. Общественным обвинителем при Революционном трибунале был Фукье-Тенвиль.
До Термидорианского переворота (27 июля 1794 года) Революционный трибунал находился под влиянием Робеспьера. Согласно закону от 10 июня 1794 года подсудимым было запрещено нанимать адвоката, а единственной мерой наказания, выносимой судом за политические преступления, трактовавшиеся очень широко, стала смертная казнь. За непродолжительный срок было казнено почти три тысячи человек.
Упразднён 31 мая 1795 года.

## Жертвы Революционного трибунала
По приговору Революционного трибунала были гильотинированы:
- Шарлотта Корде
- Мария-Антуанетта
- жирондисты (Бриссо, Верньо, Жансонне и другие)
- герцог Орлеанский
- Жан Сильвен Байи
- Антуан Барнав
- эбертисты (Эбер, Анахарсис Клоотс, Лакруа и др.)
- дантонисты (Дантон, Демулен, Фабр д’Эглантин, Эро де Сешель и др.)
- компьенские мученицы